# Carbó
Carbó é um município do estado de Sonora, no México.